# 실리냬르비

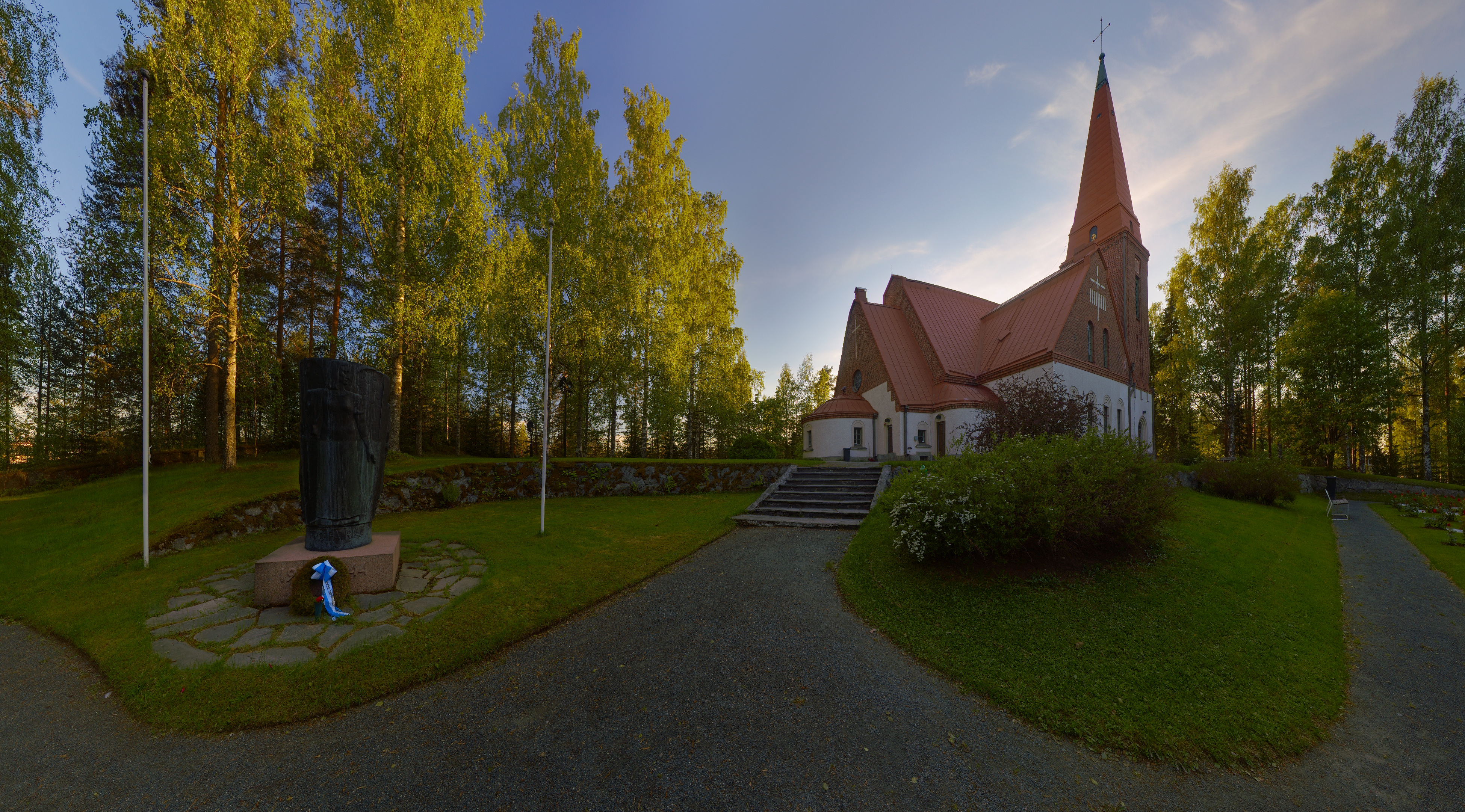
실리냬르비

실리냬르비의 위치

실리냬르비(핀란드어: Siilinjärvi)는 핀란드 북사보 지역에 위치한 도시로 면적은 400.96km2, 인구는 21,767명(2016년 3월 31일 기준), 인구 밀도는 54.29명/km2이다. 도시 이름은 핀란드어로 "고슴도치의 호수"를 뜻한다. 쿠오피오에서 북쪽으로 20km 정도 떨어진 곳에 위치한다.

시 문장